# 5-й Верхний переулок
5-й Ве́рхний переулок — переулок в Выборгском районе Санкт-Петербурга. Начинается от стыка проспекта Культуры и 1-го Верхнего переулка и заканчивается тупиком, не доходя до проспекта Энгельса.

## История
Переулок получил название 4 июля 1977 года.
В застройке переулка выделяются производственные комплексы, построенные в 1970-х — 1980-х годах: здания «Управления механизации № 1» (участок 14) и завода «Ленстройдеталь» (участок 16). В советское время тресту «Ленстройдеталь» принадлежала площадка на углу 3-го Верхнего переулка и Домостроительной улицы. а в середине 2004 года компания «Ленстройдеталь» запустила здесь новое производство  по выпуску тротуарной плитки, тротуарных и бортовых камней, а также стеновых блоков и бетонных перегородок.

## Транспорт
Ближайшая к 5-му Верхему переулку станция метро — «Парнас».

## Пересечения
- проспект Культуры и 1-й Верхний переулок
- Домостроительная улица